# U-979
| U-979                      | U-979                                                          | U-979                                                          |
| -------------------------- | -------------------------------------------------------------- | -------------------------------------------------------------- |
|                            |                                                                |                                                                |
|                            |                                                                |                                                                |
|                            |                                                                |                                                                |
| Під прапором               | Третій рейх                                                    | Третій рейх                                                    |
| Спуск на воду              | 15 квітня 1943 року                                            | 15 квітня 1943 року                                            |
| Виведений зі складу флоту  | 24 травня 1945 року                                            | 24 травня 1945 року                                            |
| Сучасний статус            | затоплений                                                     | затоплений                                                     |
| Проєкт                     |                                                                |                                                                |
| Тип ПЧ                     | Торпедний ДПЧ                                                  | Торпедний ДПЧ                                                  |
| Основні характеристики     |                                                                |                                                                |
| Швидкість (надводна)       | 17,7 вузла                                                     | 17,7 вузла                                                     |
| Швидкість (підводна)       | 7,6 вузла                                                      | 7,6 вузла                                                      |
| Робоча глибина занурення   | 100 м                                                          | 100 м                                                          |
| Гранична глибина занурення | 220 м                                                          | 220 м                                                          |
| Екіпаж                     | 52 особи                                                       | 52 особи                                                       |
| Розміри                    |                                                                |                                                                |
| Довжина найбільша (по КВЛ) | 67,1 м                                                         | 67,1 м                                                         |
| Ширина корпусу найб.       | 6,2 м                                                          | 6,2 м                                                          |
| Висота                     | 9,6 м                                                          | 9,6 м                                                          |
| Середня осадка (по КВЛ)    | 4,70 м                                                         | 4,70 м                                                         |
| Водотоннажність надводна   | 769 т                                                          | 769 т                                                          |
| Озброєння                  |                                                                |                                                                |
| Артилерія                  | одна палубна гармата калібру 88-мм, одна 20-мм зенітна гармата | одна палубна гармата калібру 88-мм, одна 20-мм зенітна гармата |
| Торпедно- мінне озброєння  | 4 носових і один кормовий ТА. 14 торпед або 26 мін             | 4 носових і один кормовий ТА. 14 торпед або 26 мін             |

U-979 — німецький підводний човен типу VIIC, часів Другої світової війни.
Замовлення на будівництво човна було віддане 5 червня 1941 року. Човен був закладений на верфі суднобудівної компанії «Blohm + Voss» у місті Гамбург 10 серпня 1942 року під заводським номером 179, спущений на воду 15 квітня 1943 року, 20 травня 1943 року увійшов до складу 5-ї флотилії. Також за час служби входив до складу 9-ї та 11-ї флотилій. Єдиним командиром човна був оберлейтенант-цур-зее Йоганнес Мермаєр.
Човен зробив 3 бойових походи, в яких потопив 1 допоміжний військовий корабель та пошкодив 1 судно і 1 допоміжний військовий корабель.
Затонув 24 травня 1945 року в Норвезькому морі південно-східніше Амруму (54°36′ пн. ш. 08°21′ сх. д. / 54.600° пн. ш. 8.350° сх. д.) після того як сів на мілину..

## Потоплені та пошкоджені кораблі[3]
| Назва        | Тип                         | Належність      | Дата            | Тоннаж (БРТ) | Вантаж            | Статус     | Місце                                                       |
| «Юкон»       | судно бойового забезпечення | США             | 22 вересня 1944 | 5 969        | Військові припаси | пошкоджено | 64°07′ пн. ш. 22°50′ зх. д. / 64.117° пн. ш. 22.833° зх. д. |
| «Ебор Вайк»  | мінний тральщик             | Велика Британія | 2 травня 1944   | 348          |                   | потоплено  | 64°10′ пн. ш. 23°12′ зх. д. / 64.167° пн. ш. 23.200° зх. д. |
| Empire Unity | тепловий танкер             | Велика Британія | 5 травня 1944   | 6 386        | Баласт            | пошкоджено | 64°23′ пн. ш. 22°37′ зх. д. / 64.383° пн. ш. 22.617° зх. д. |